# Pseuderemias smithii
Pseuderemias smithii är en ödleart som beskrevs av  George Albert Boulenger 1895. Pseuderemias smithii ingår i släktet Pseuderemias och familjen lacertider. Inga underarter finns listade i Catalogue of Life.